# 4-Stunden-Rennen von Spa-Francorchamps 1997

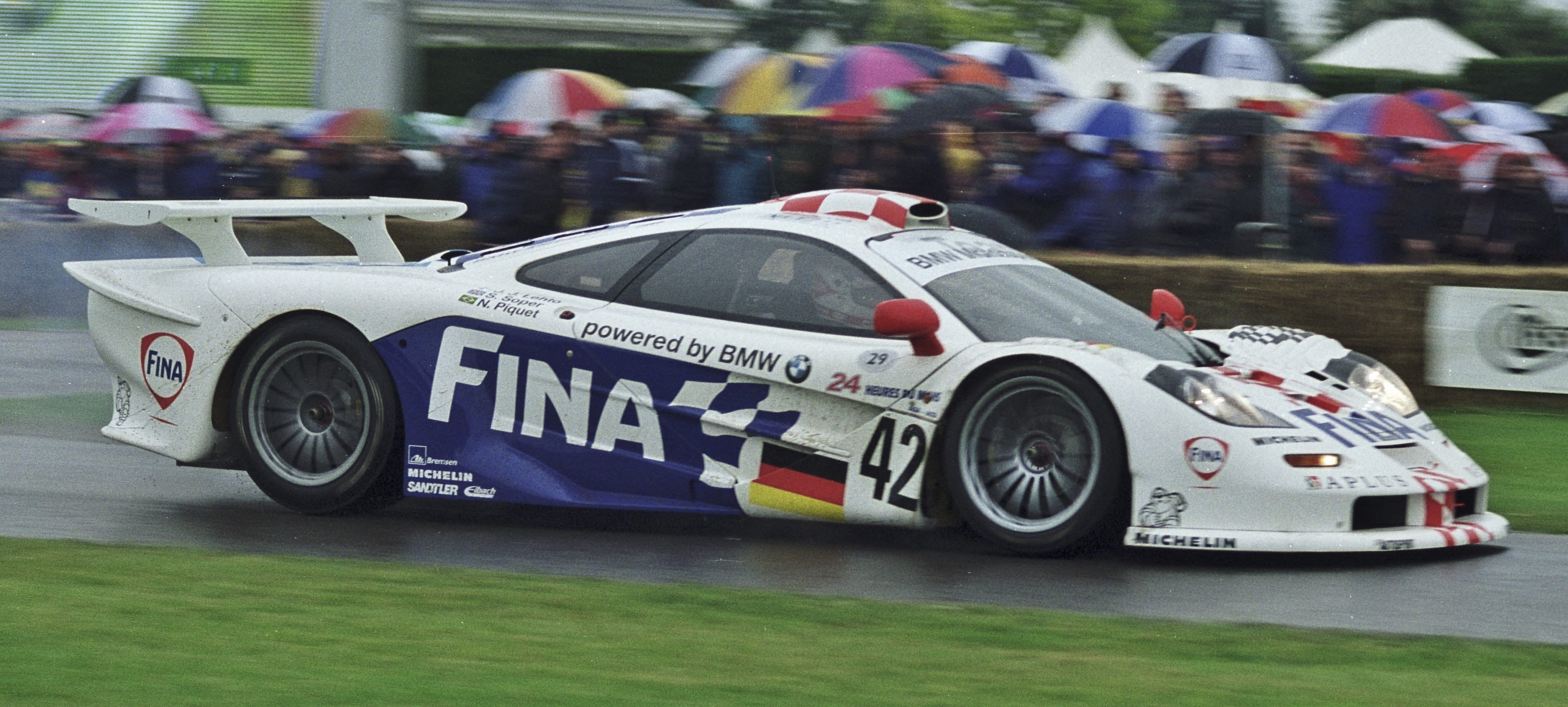
Siegerwagenmodell, McLaren F1 GTR von Schnitzer Motorsport

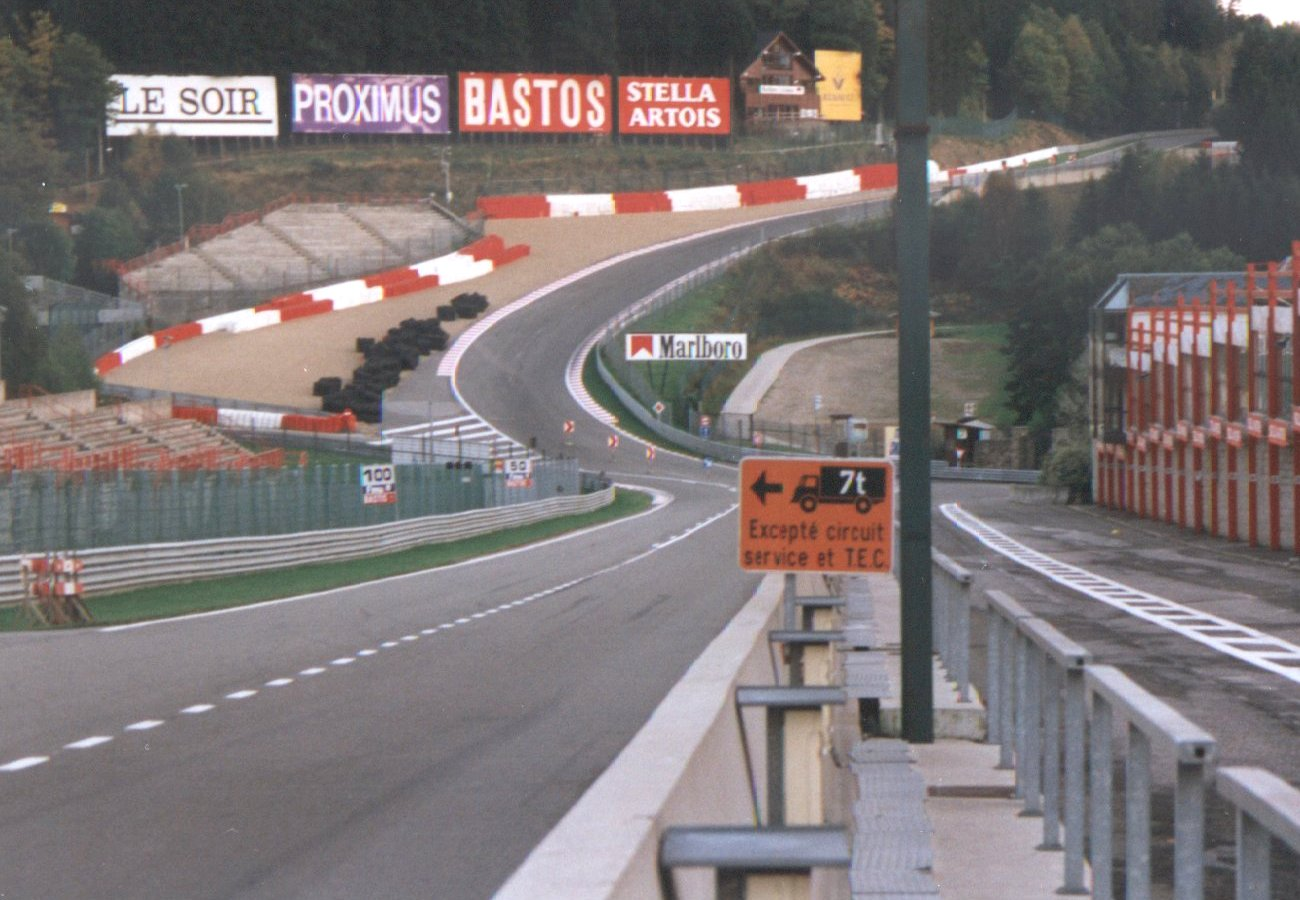
Die Eau Rouge 1997

Das 4-Stunden-Rennen von Spa-Francorchamps 1997, auch 4 Hours of Spa 1997, fand am 20. Juli auf dem Circuit de Spa-Francorchamps statt und war der fünfte Wertungslauf der FIA-GT-Meisterschaft dieses Jahres.

## Das Rennen
Nach ihren Erfolgen beim 4-Stunden-Rennen von Hockenheim und dem 3-Stunden-Rennen von Helsinki gewannen JJ Lehto und Steve Soper im Schnitzer-McLaren F1 GTR auch in Spa, somit den dritten der bis dorthin fünf ausgetragenen Wertunglsäufe. Im Ziel betrug der Vorsprung auf die zweitplatzierten Bernd Schneider und Alexander Wurz im Mercedes-Benz CLK GTR 14 Sekunden. Als Gesamtdritte wurden Bob Wollek, Yannick Dalmas sowie Thierry Boutsen im Porsche 911 GT1 abgewinkt.
Zum Entsetzen der Gulf-Team-Davidoff-Teamleitung fielen alle drei gemeldeten McLaren F1 GTR durch eine Kollision untereinander in der Eau Rouge bereits in der ersten Runde aus. 

## Ergebnisse

### Schlussklassement
| 1               | GT1 | 8  | BMW Schnitzer Motorsport       | JJ Lehto Steve Soper                                     | McLaren F1 GTR        | 101 |
| 2               | GT1 | 11 | AMG-Mercedes                   | Bernd Schneider Alexander Wurz                           | Mercedes-Benz CLK GTR | 101 |
| 3               | GT1 | 7  | Porsche AG                     | Bob Wollek Yannick Dalmas Thierry Boutsen                | Porsche 911 GT1       | 99  |
| 4               | GT1 | 9  | BMW Schnitzer Motorsport       | Peter Kox Roberto Ravaglia                               | McLaren F1 GTR        | 99  |
| 5               | GT1 | 12 | AMG-Mercedes                   | Klaus Ludwig Ralf Schumacher                             | Mercedes-Benz CLK GTR | 99  |
| 6               | GT1 | 27 | Parabolica Motorsport          | Chris Goodwin Gary Ayles                                 | McLaren F1 GTR        | 98  |
| 7               | GT1 | 16 | Roock Racing                   | Ralf Kelleners Pedro Chaves                              | Porsche 911 GT1       | 98  |
| 8               | GT1 | 13 | GT1 Lotus Racing Franck Muller | Fabien Giroix Jean-Denis Delétraz                        | Lotus Elise GT1       | 96  |
| 9               | GT1 | 4  | David Price Racing             | Andy Wallace James Weaver                                | Panoz Esperante GTR-1 | 96  |
| 10              | GT1 | 22 | BMS Scuderia Italia            | Pierluigi Martini Christian Pescatori                    | Porsche 911 GT1       | 94  |
| 11              | GT2 | 52 | Viper Team Oreca               | Marc Duez Justin Bell                                    | Chrysler Viper GTS-R  | 93  |
| 12              | GT2 | 51 | Viper Team Oreca               | Olivier Beretta Philippe Gache                           | Chrysler Viper GTS-R  | 92  |
| 13              | GT2 | 59 | Marcos Racing International    | Cor Euser Harald Becker                                  | Marcos LM600          | 92  |
| 14              | GT2 | 75 | G-Force Strandell              | Geoff Lister John Greasley Magnus Wallinder              | Porsche 911 GT2       | 90  |
| 15              | GT2 | 50 | Agusta Racing Team             | Riccardo Agusta Michel Neugarten Bernard de Dryver       | Porsche 911 GT2       | 89  |
| 16              | GT2 | 56 | Roock Racing                   | Claudia Hürtgen Bruno Eichmann Ni Amorim                 | Porsche 911 GT2       | 89  |
| 17              | GT1 | 10 | AMG-Mercedes                   | Alessandro Nannini Marcel Tiemann                        | Mercedes-Benz CLK GTR | 89  |
| 18              | GT2 | 66 | Konrad Motorsport              | Franz Konrad Toni Seiler Gerd Ruch                       | Porsche 911 GT2       | 89  |
| 19              | GT2 | 57 | Roock Racing                   | François Lefon Jean-Marc Smadja Stéphane Ortelli         | Porsche 911 GT2       | 89  |
| 20              | GT2 | 65 | RWS                            | Raffaele Sangiuolo Luca Riccitelli Benno Rottenfusser    | Porsche 911 GT2       | 88  |
| 21              | GT2 | 71 | GT Racing Team                 | Luigino Pagotto Luca Drudi                               | Porsche 911 GT2       | 88  |
| 22              | GT1 | 25 | BBA Competition                | Jean-Luc Maury-Laribière David Velay Bernard Chauvin     | McLaren F1 GTR 96     | 87  |
| 23              | GT2 | 70 | Dellenbach Motorsport          | Klaus Horn Rainer Bonnetsmüller Günther Blieninger       | Porsche 911 GT2       | 87  |
| 24              | GT2 | 53 | Chamberlain Engineering        | Hans Hugenholtz David Goode Tim O'Kennedy                | Chrysler Viper GTS-R  | 87  |
| 25              | GT2 | 77 | Saleen-Allen Speedlab          | Peter Owen James Kaye Guy Smith                          | Saleen Mustang SR     | 86  |
| 26              | GT2 | 58 | Estoril Racing Team            | Manuel Monteiro Michel Monteiro                          | Porsche 911 GT2       | 86  |
| 27              | GT2 | 63 | Krauss Motorsport              | Bernhard Müller Michael Trunk                            | Porsche 911 GT2       | 86  |
| 28              | GT2 | 62 | Stadler Motorsport             | Uwe Sick Axel Röhr Denis Lay                             | Porsche 911 GT2       | 86  |
| 29              | GT1 | 31 | Augustin Motorsport            | Horst Felbermayr senior Hans-Jörg Hofer Stefano Buttiero | Porsche 911 GT1 Evo   | 86  |
| 30              | GT2 | 69 | Proton Competition             | Gerold Ried Patrick Vuillaume                            | Porsche 911 GT2       | 85  |
| Ausgefallen     |     |    |                                |                                                          |                       |     |
| 31              | GT1 | 15 | First Racing Project           | Ratanakul Prutirat Jérôme Policand                       | Lotus Elise GT1       | 63  |
| 32              | GT2 | 68 | Angelo Zadra                   | Angelo Zadra Leonardo Maddalena Renato Mastropietro      | Porsche 911 GT2       | 46  |
| 33              | GT1 | 17 | JB Racing                      | Emmanuel Collard Jürgen von Gartzen                      | Porsche 911 GT1       | 45  |
| 34              | GT2 | 80 | Charles Morgan                 | Charles Morgan William Wykeham                           | Morgan Plus 8 GTR     | 42  |
| 35              | GT2 | 78 | Saleen-Allen Speedlab          | Allen Lloyd Thomas Erdos                                 | Saleen Mustang SR     | 37  |
| 36              | GT2 | 67 | Konrad Motorsport              | Marco Spinelli Kelly Collins Barry Waddell               | Porsche 911 GT2       | 36  |
| 37              | GT1 | 21 | Kremer Racing                  | Christophe Bouchut Carl Rosenblad                        | Porsche 911 GT1       | 27  |
| 38              | GT2 | 55 | Augustin Motorsport            | Helmut Reis Wido Rössler Manfred Jurasz                  | Porsche 911 GT2       | 23  |
| 39              | GT1 | 19 | Martin Veyhle Racing           | Kurt Thiim Alexander Grau                                | Lotus Elise GT1       | 22  |
| 40              | GT1 | 14 | Lotus Racing Franck Muller     | Jan Lammers Mike Hezemans                                | Lotus Elise GT1       | 20  |
| 41              | GT1 | 20 | DAMS Panoz                     | Éric Bernard Franck Lagorce                              | Panoz Esperante GTR-1 | 11  |
| 42              | GT1 | 6  | Porsche AG                     | Hans-Joachim Stuck Thierry Boutsen                       | Porsche 911 GT1       | 10  |
| 43              | GT1 | 26 | Konrad Motorsport              | Franz Konrad Mauro Baldi Max Angelelli                   | Porsche 911 GT1       | 81  |
| 44              | GT1 | 1  | Gulf Team Davidoff             | Andrew Gilbert-Scott Anders Olofsson                     | McLaren F1 GTR        | 1   |
| 45              | GT1 | 2  | Gulf Team Davidoff             | John Nielsen Thomas Bscher                               | McLaren F1 GTR        | 1   |
| 46              | GT1 | 3  | Gulf Team Davidoff             | Jean-Marc Gounon Pierre-Henri Raphanel                   | McLaren F1 GTR        | 1   |
| Nicht gestartet |     |    |                                |                                                          |                       |     |
| 47              | GT1 | 5  | David Price Racing             | David Brabham Perry McCarthy                             | Panoz Esperante GTR-1 | 1   |

1 nicht gestartet

### Nur in der Meldeliste
Zu diesem Rennen sind keine weiteren Meldungen bekannt.

### Klassensieger
| Klasse | Fahrer    | Fahrer      | Fahrzeug             | Platzierung im Gesamtklassement |
| ------ | --------- | ----------- | -------------------- | ------------------------------- |
| GT1    | JJ Lehto  | Steve Soper | McLaren F1 GTR       | Gesamtsieg                      |
| GT2    | Marc Duez | Justin Bell | Chrysler Viper GTS-R | Rang 11                         |

### Renndaten
- Gemeldet: 47
- Gestartet: 46
- Gewertet: 30
- Rennklassen: 2
- Zuschauer: 6000
- Wetter am Rennwochenende: Regen
- Streckenlänge: 6,974 km
- Fahrzeit des Siegerteams: 4:01:54,816 Stunden
- Runden des Siegerteams: 101
- Distanz des Siegerteams: 704,374 km
- Siegerschnitt: 174,550 km/h
- Pole Position: JJ Lehto – McLaren F1 GTR (#8) – 2:08,984 = 194,480 km/h
- Schnellste Rennrunde: Bernd Schneider – Mercedes-Benz CLK GTR (#11) – 2:12,058 = 190,116 km/h
- Rennserie: 5. Lauf zur FIA-GT-Meisterschaft 1997